# Erotic City
"Erotic City ("make love not war Erotic City come alive")" est une chanson de Prince. Le titre est paru sur la Face-B du single Let's Go Crazy et sur le single 12" Girls & Boys. Le mix dance de Erotic City est sorti au format CD 3" et 5" en Allemagne, en 1989 et 1990. La pochette du single reprend l'image utilisée pour I Would Die 4 U, dont la version longue est la Face-B de Erotic City. Le single a atteint la première place au Hot Dance Club Songs.
La chanson commence avec une corde de guitare pincée et au vibrato, avant de laisser place à la batterie. Le nombre d'expérimentation repose sur une forte ligne de basse et un simple riff de clavier. La chanson comporte à la fois la voix accélérée et ralentie de Prince à plusieurs reprises, sonnant comme plusieurs chanteurs différents. On retrouve aussi Sheila E., dans son premier enregistrement, qui deviendra une proche associée de Prince et qui travaillera intensivement avec lui au fil des années.
Erotic City est entendue dans le film de Spike Lee Girl 6, et a été rééditée sur CD sur la bande originale du film et sur The Hits/The B-Sides en 1993.  

## Reprises
- George Clinton a repris la chanson pour le film PCU en 1994.
- Arto Lindsay a enregistré une version de la chanson pour son album Mundo Civilizado, sorti en 1996.
- Semisonic a repris la chanson sur leur maxi-single Singing In My Sleep, sorti en 1998.
- Berlin a enregistré une version de la chanson sur leur album 4play, paru en 2005.
- Beck Hansen et Chris Whitley ont repris la chanson en live.

## Format
| Année | Pays      | Format | Catalogue    | Label                |
| ----- | --------- | ------ | ------------ | -------------------- |
| 1989  | Allemagne | CD 3"  | 921 185-2    | Paisley Park Records |
| 1990  | Allemagne | CD     | 921 185-2    | Paisley Park Records |
| 1990  | Allemagne | CD     | 7599-21185-2 | Paisley Park Records |